# Amerikanoliberijci
Amerikanoliberijci jsou liberijské etnikum s afroamerickým původem. Amerikanoliberijci jsou de facto osvobození afroameričtí otroci, kteří v 19. století emigrovali z USA a v Západní Africe založili „zemi svobody“. Sami se poté nazvali „Amerikanoliberijci“. Druhou větev etnika vytvořilo pět tisíc integrovaných Afričanů (Congos), (původem osvobození otroci z okolí řeky Kongo). Poslední část tvoří potomci tří stovek emigrantů z Barbadosu. 133 let od vyhlášení nezávislého státu měla Libérie jednostranický systém ovládaný amerikanoliberijskou stranou True Whig Party.

## Historie
Mezi lety 1817 a 1867 se 13 000 osvobozených afroamerických otroků vydalo přes Atlantik k západnímu břehu Afriky, aby zde založili svůj vlastní svobodný stát. Někteří z nich pokračovali dále a založili kolonii Freetown, z které je dnes hlavní město Sierra Leone. První osadníci praktikovali křesťanství často v kombinaci s tradičními africkými kulty. Hovořili tehdejším afroamerickým dialektem angličtiny, z kterého se vyvinula dnešní liberijská angličtina.
Politicky a společensky přejali mnoho zvyklostí z USA, především tedy z jihovýchodu. Americký vliv je například patrný na státní vlajce či v ústavě Libérie. V druhé polovině 20. století se Libérie začala ekonomicky orientovat na zahraniční kapitál a investice, a proto započala řadu programů pro přilákání investorů. O to se především snažil 19. prezident Libérie William Tubman, který byl v úřadu celých dvacet sedm let. Většina mocných a původních amerikanoliberijských rodin utekla zpět do USA roku 1980, kdy byl při vojenském puči zabit 20. prezident William R. Tolbert, Jr.
Ačkoliv toto etnikum tvoří jen 5 % liberijské populace hrálo dominantní mocenskou roli od 19. století až do puče roku 1980, kdy se moci chopil Samuel Doe, jakožto první domorodý prezident v historii Libérie.

## Amerikanoliberijští prezidenti Libérie
Původní Amerikanoliberijci z USA po založení Libérie tvořili kulturní elitu, následující seznam ukazuje amerikanoliberijské prezidenty narozené v USA.
- Joseph Jenkins Roberts, první a sedmý prezident
- Stephen Allen Benson, druhý prezident
- Daniel Bashiel Warner, třetí prezident
- James Spriggs-Payne, čtvrtý a osmý prezident
- Edward James Roye, pátý prezident
- James Skivring Smith, šestý prezident
- Anthony W. Gardiner, devátý prezident
- Alfred F. Russell, desátý prezident
- William D. Coleman, třináctý prezident
- Garretson W. Gibson, čtrnáctý prezident